# Zbigniew Fedus
Zbigniew Bronisław Fedus (ur. 3 września 1930 w Medwedowcach k. Buczacza na Kresach Wschodnich, zm. 23 lutego 2017 we Wrocławiu) – emerytowany nauczyciel akademicki, filolog, leksykograf, dziennikarz, recenzent, instruktor fotografii. Autor książki wspomnieniowej „Syberia wryta w pamięć dziecka”, kilkunastu dwujęzycznych słowników sportowych, kilkuset artykułów, tłumaczeń, opracowań i recenzji, obejmujących różnorodną tematykę: od II wojny światowej poczynając, poprzez grę wywiadów, na tematyce zesłańczej kończąc.

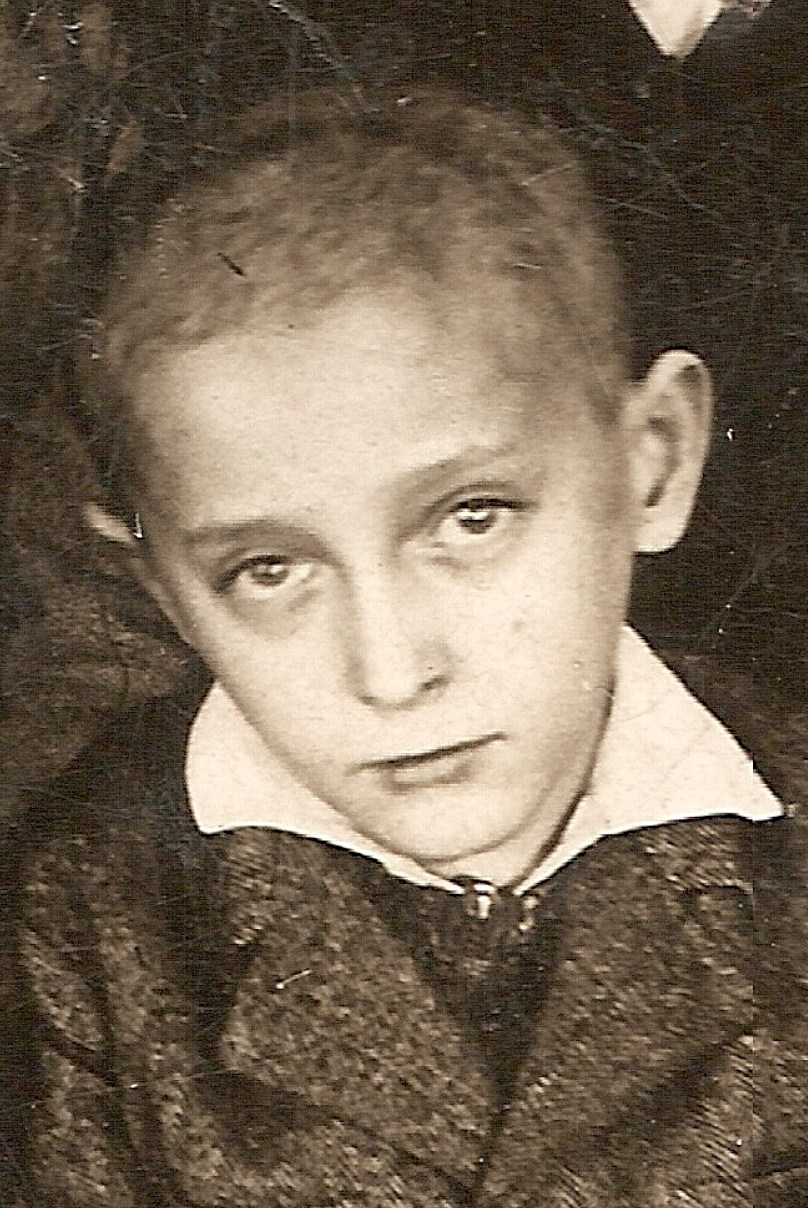
Zbigniew Fedus, po przebytym zapaleniu płuc i tyfusie. Tuleń 1941.

## Życiorys

### II wojna światowa
10 lutego 1940 deportowany z ojcem Władysławem, matką Walerią i młodszą siostrą Danutą z miejscowości Bertniki w gminie Jezierzany w powiecie buczackim do miejscowości Tuleń i Czegaszet w kraju krasnojarskim. Na zesłaniu chodził do szkoły, zrzucał śnieg z dachów, był kąpielowym, łowił ryby i polował. Od listopada 1944 na Ukrainie; był uczniem, pomocnikiem szofera i kombajnisty, traktorzystą, ale też szewcem i złodziejem żywności.

### Po wojnie
Z zesłania powrócił w lutym 1946 z mamą i siostrą do miejscowości Chociwel, skąd ojciec zdemobilizowany z I Armii Wojska Polskiego zabrał rodzinę do Potaszni k. Milicza. Do śmierci mieszkał we Wrocławiu. Miał status osoby represjonowanej.
Żona Elżbieta, córka Grażyna, wnuki: Agnieszka, Andrzej i Adam: prawnuki Dominika, Jędrzej, Kacper i Patrycja.

### Działalność
Wyróżniony przez Instytut Zachodni i Ośrodek Karta (1994) za książkę „Syberia wryta w pamięć dziecka”; wyróżnienie za pracę „Na oceanie bezprawia” w konkursie Organizacji Polonijnych Prasy, Radia i Telewizji Metropolii Nowojorskiej (1996). Ponadto liczne medale pamiątkowe i dyplomy za publicystykę i pracę społeczną oraz za osiągnięcia w pracy dydaktycznej, wydane słowniki i kierowanie Studium Języków Obcych przy AWF we Wrocławiu. Nagrody różnych stopni Przewodniczącego Głównego Komitetu Kultury Fizycznej i Sportu „Za szczególnie ważne i twórcze osiągnięcia” (1975, 1976, 1980, 1982).
Członek Towarzystwa Miłośników Lwowa i Kresów Południowo-Wschodnich Oddział Buczacz, Polskiego Związku Wędkarskiego, Polskiego Związku Filatelistów, Związku Sybiraków, Stowarzyszenia Dziennikarzy RP Dolny Śląsk.

## Odznaczenia
- Złoty Krzyż Zasługi (1974)
- Medal 30-lecia Polski Ludowej (1974)
- Brązowa Odznaka Honorowa Polskiego Związku Filatelistów (1983)
- Srebrna Odznaka „Zasłużony Działacz Kultury Fizycznej” (1983)
- Srebrna i Złota Odznaka za Zasługi dla Wędkarstwa Polskiego (1979, 1984); m.in. jest autorem w 1991 patentu (166552) na produkcję czarnego ziarnistego kawioru z mięsa ryb
- Krzyż Kawalerski Orderu Odrodzenia Polski (1988)
- Odznaka Honorowa Sybiraka (1997)
- Krzyż Zesłańców Sybiru (2005)

## Publikacje
- Język rosyjski, Skrypt dla studentów wychowania fizycznego, Wyd. AWF Wrocław 1976
- Język rosyjski dla studentów wychowania fizycznego, Wyd. AWF Wrocław 1979
- Podręczny rosyjsko-polski słownik sportowy, Wyd. AWF Wrocław 1979
- Podręczny polsko-rosyjski słownik sportowy, Wyd. AWF Wrocław 1981
- Język rosyjski, wyd. III popr. i uzup., AWF Wrocław 1984
- Syberia wryta w pamięć dziecka, Biblioteka Zesłańca – Polskie Towarzystwo Ludoznawcze, Urząd ds. Kombatantów i Osób Represjonowanych, Warszawa – Wrocław 1997
- Wielki słownik sportowy rosyjsko-polski / Большой русско-польский спортивный словарь, TAKT, Warszawa 2005
- Wielki słownik sportowy polsko-rosyjski / Большой польско-русский спортивный словарь, TAKT, Warszawa 2007
- Siatkówka, słowniczek rosyjsko-polski z kluczem polsko-rosyjskim, Wyd. I Instytut Rusycystyki UŁ, Łódź 2008
- Piłka nożna, słownik rosyjsko-polski z kluczem polsko-rosyjskim, ARKOT, Wrocław 2012
- Koszykówka, słownik rosyjsko-polski z kluczem polsko-rosyjskim, ARKOT, Wrocław 2012
- Piłka ręczna, słownik rosyjsko-polski z kluczem polsko-rosyjskim, ARKOT, Wrocław 2013
- Lekkoatletyka, słownik rosyjsko-polski z kluczem polsko-rosyjskim, ARKOT, Wrocław 2013
- Pływanie, słownik rosyjsko-polski z kluczem polsko-rosyjskim ARKOT, Wrocław 2013
- Boks, słownik rosyjsko-polski z kluczem polsko-rosyjskim, ARKOT, Wrocław 2013
- Szachy, słownik rosyjsko-polski z kluczem polsko-rosyjskim, ARKOT, Wrocław 2014
- Siatkówka, słownik rosyjsko-polski z kluczem polsko-rosyjskim, Wyd. II popr. i uzup., ARKOT, Wrocław 2014
- Wioślarstwo, Słownik rosyjsko-polski z kluczem polsko-rosyjskim, ARKOT, 2014
- Rodzinne korzenie. Z Sybiru na Dolny Śląsk, ARKOT, Wrocław 2015
- Syberia w listach i dokumentach zesłańców (1928–1946), ARKOT, Wrocław 2015
- Listy rodzinne i inne (1946–2004), ATA-DRUK, Wrocław 2016
- Wędkarskie opowieści, ATA-DRUK, Wrocław 2016
- Narciarstwo, słownik rosyjsko-polski z kluczem polsko-rosyjskim, (przygotowany do druku)
- Kolarstwo, słownik rosyjsko-polski z kluczem polsko-rosyjskim (przygotowany do druku)
- Zapasy w stylu klasycznym i wolnym, słownik rosyjsko-polski z kluczem polsko-rosyjskim (przygotowany do druku)
- Strzelectwo, słownik rosyjsko-polski z kluczem polsko-rosyjskim (przygotowany do druku)
- Szermierka, słownik rosyjsko-polski z kluczem polsko-rosyjskim (przygotowany do druku)
- Słownik rosyjsko-polski terminów gimnastycznych / Русско-польский словарь гимнастических терминов – współautor prof. Marian Golema (przygotowany do druku)

## Wywiady
- Czekam na Twoje listy (1998, 1999), Polskie Radio Wrocław, red. Izabela Sobkowicz
- Znajomi z jednej kamienicy (2000), Studio Reportażu i Dokumentu I Programu PR, red. Urszula Żółtowska-Tomaszewska
- Cykl wypowiedzi na temat pobytu na zesłaniu (czerwiec–lipiec 2006), Redakcja Rosyjska Polskiego Radia Polonia, red. Irina Zawisza
- Na temat będącego wówczas w opracowaniu (2006) Wielkiego słownika sportowego polsko-rosyjskiego, Redakcja Rosyjska Polskiego Radia Polonia, red. Irina Zawisza